# M32R
M32Rは32ビットのRISC命令セットの組み込み用途のマイクロプロセッサとマイクロコントローラであり、
三菱電機（現・ルネサス エレクトロニクス）によって開発された。
M32Rは、エンジン制御ユニットやデジタルカメラ、PDAなどの組み込みシステムで使われている。
命令セットは、GNUコンパイラコレクションでサポートされており、かつてはLinuxサポートもあったが、Linux 4.16 にてサポート対象CPUから外されている。
ロジックと DRAM では製造プロセスが異なることからコスト上のメリットが薄いと思われたが DRAM を混載したM32R/Dも開発された。